# Teresa Couceiro Núñez
Teresa Couceiro Núñez (La Coruña, 1958) es una arquitecta española experta en arquitectura moderna y vivienda. Desde el año 2001 es Directora de la Fundación Alejandro de la Sota Martínez.

## Trayectoria
Couceiro nace en Galicia y estudió arquitectura en la Escuela Técnica Superior de Arquitectura de Madrid, donde se graduó como Arquitecta en 1988 y como Doctora Arquitecta en 2001 por la Universidad Politécnica de Madrid. De 1988 a 1996 colaboró activamente en el estudio del arquitecto Alejandro de la Sota, experiencia que le aporta un conocimiento de primera mano, tanto de la forma de trabajar como de la obra de De la Sota, uno de los arquitectos españoles representativos de la arquitectura del siglo XX española reconocido a nivel internacional. En 1997 los herederos de De la Sota crean la Fundación, para conservar el archivo y difundir su obra, y en 2001 le proponen a Couceiro que sea la Directora. Couceiro acepta por estar identificada con los objetivos de la Fundación, desde entonces es la Directora de la Fundación.
Una de las labores que ha organizado Couceiro desde la Fundación Alejandro de la Sota han sido los congresos, empezó en 2014 coordinando el I Congreso Pioneros de la Arquitectura Moderna Española: Vigencia de su pensamiento y obra. Es un Congreso que se celebra cada dos años y hasta 2018 se han realizado 5 ediciones, las comunicaciones de los ponentes en cada convocatoria, están publicadas en libros coordinados por Couceiro. Otra de las innovaciones que Couceiro desarrolló fue el proyecto de digitalización de los archivos de De la Sota, para ponerlos a disposición del público en abierto en el año 2013, fecha del centenario del nacimiento de Alejandro de la Sota. En la web de la Fundación hay más de 3 000 documentos digitalizados, y tienen otros 12 000 catalogados en la Fundación a la espera de su digitalización para incorporarlos al archivo digital.
Continuando con la implicación de Couceiro en la difusión del patrimonio arquitectónico con los valores de la arquitectura moderna, y con la experiencia adquirida en la digitalización del archivo de Alejandro de la Sota Martínez, trabaja en colaboración con otras instituciones para promover la digitalización y su volcado en abierto para facilitar el acceso a todos los ciudadanos desde cualquier lugar del mundo. En esta línea, propuso otro proyecto que se materializó en una web para facilitar la difusión de los archivos de otros arquitectos españoles del siglo XX.
Couceiro participa en congresos, seminarios y debates sobre arquitectura moderna, especialmente sobre la obra de los arquitectos Frank Lloyd Wright, Ludwig Mies van der Rohe, Alejandro de la Sota, como la conferencia de título Aprender con Alejandro de la Sota que dio en el Colegio Oficial de Arquitectos de Galicia en 2018.

## Reconocimientos
- 2001 Directora de la Fundación Alejandro de la Sota. Madrid.[1]

## Obras seleccionadas

### Tesis
- 2001 El espacio de transición entre el interior y el exterior en la vivienda: estudio a través de la relación interior-exterior.[8]

### Libros
- 2007 Alejandro de la Sota: Central Lechera CLESA, Madrid, 1961. Fundación Alejandro de la Sota.[10]

### Congreso Pioneros de la Arquitectura Moderna Española
- 2014 I Congreso Pioneros de la Arquitectura Moderna Española: Vigencia de su pensamiento y obra. ISBN 978-84-697-0296-3.[11]
- 2016 III Congreso Pioneros de la Arquitectura Moderna Española: Análisis Crítico de una Obra. ISBN 978-84-946397-0-8.[12]
- 2018 V Congreso Pioneros de la Arquitectura Moderna Española: el proyecto del habitar.[13]